# 上拉德戈納市鎮

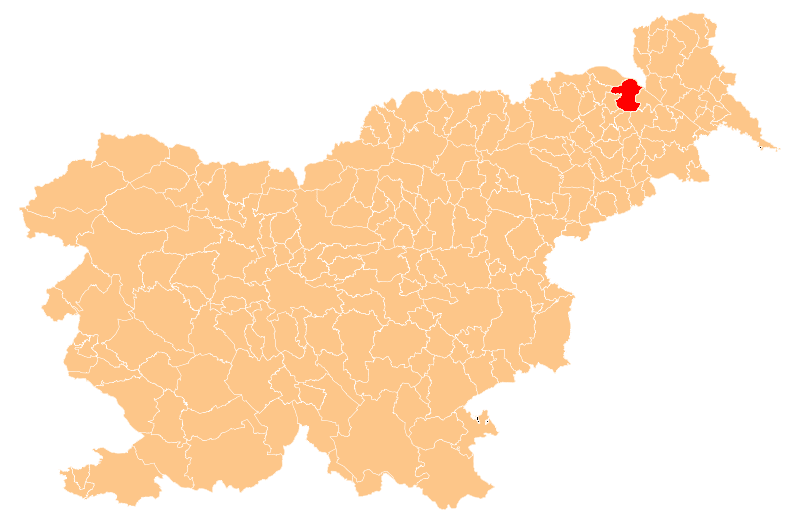

46°40′N 16°00′E / 46.667°N 16.000°E
上拉德戈納市鎮，是斯洛文尼亞東北部的一個市镇，行政中心为上拉德戈納。傳統上屬於下施蒂利亞地區。市镇面積为75平方公里，2012年人口数量为8,617人，人口密度每平方公里110人。